# 托薩瓜縣
0°46′48″S 80°15′36″W / 0.78000°S 80.26000°W
托薩瓜縣（西班牙語：Cantón Tosagua），是厄瓜多爾的縣份，位於該國西部，由馬納比省負責管轄，首府設於托薩瓜，面積377平方公里，2001年人口33,922，人口密度每平方公里89.98人。